# Semiothisa debrunneata
Semiothisa debrunneata là một loài bướm đêm trong họ Geometridae.